# 蔵持重裕
蔵持 重裕（くらもち しげひろ、1948年4月 - ）は、日本の日本史学者。学位は、博士（文学）（立教大学・論文博士・1998年）（学位論文「日本中世村落社会史の研究」）。立教大学名誉教授。

## 略歴
東京都足立区生まれ。東京都立京橋高等学校卒。1972年立教大学文学部史学科卒、新日本出版社に入る。1979年立教大学大学院修士課程修了、1982年一橋大学大学院経済学研究科博士課程後期退学。指導教官は永原慶二。
1983年まで一橋大学助手。1994年滋賀大学経済学部助教授、1998年教授、「日本中世村落社会史の研究」で立教大学より博士（文学）の学位を取得。1999年立教大学文学部教授。2014年退職、名誉教授。池上裕子に師事した。

## 著書
- 『日本中世村落社会史の研究』校倉書房 歴史科学叢書 1996
- 『中世村の歴史語り 湖国「共和国」の形成史』吉川弘文館 2002　ISBN　9784642077903
- 『声と顔の中世史 戦さと訴訟の場景より』吉川弘文館 歴史文化ライブラリー 2007　ISBN　9784642056311　オンデマンド版　2022　ISBN　9784642756310
- 『中世村落の形成と村社会』吉川弘文館 2007　ISBN　9784642028622　オンデマンド版 2022年　ISBN　9784642728621

### 共編著
- 『集英社版・学習漫画 日本の伝記』立案・構成 柳川創造シナリオ 全9巻 1987-89
- 『絵で読む日本の歴史 3 武士と農民 鎌倉～戦国』佐々木勝男共編 石井勉絵 大月書店 1990
- 『荘園と村を歩く 2』藤木久志共編著 校倉書房 2004
- 『歴史をよむ』鵜飼政志,杉本史子,宮瀧交二,若尾正希共編 東京大学出版会 2004 ISBN 978-4-13-022021-7
- 『再考中世荘園制』遠藤ゆり子,田村憲美共編 岩田書院 2007
- 『中世の紛争と地域社会』編 岩田書院 2009
- 『紛争史の現在 日本とヨーロッパ』藤木久志監修 服部良久共編 高志書院 2010